# Руска финансијска криза 1998.
Руска финансијска криза (која се назива и криза рубље или руски грип) почела је у Русији 17. августа 1998. године. То је довело до тога да руска влада и руска централна банка девалвирају рубљу и не измире своја дуговања. Криза је имала озбиљне последице по економије многих суседних земаља.

## Историјска позадина и ток кризе
Руска економија је поставила трајекцију за побољшање националне економије након што се Совјетски Савез поделио на различите земље. Русија је требало да пружи помоћ бившим совјетским државама и, као резултат, увелико је увозила из тих земаља. У Русији су се иностраним кредитима финансирале домаће инвестиције. Када није била у стању да врати та инострана задужења, рубља је девалвирала. Средином 1997. Русија је коначно пронашла излаз из инфлације. Економски надзорници су били срећни што се инфлација зауставила. Онда је ударила криза и надзорници су морали да спроводе нову политику. И Русија и земље које су у њу извозиле имале су фискалне дефиците. Земље које су у њу извозиле користиле су своје ресурсе за производњу, али нису биле плаћене за сву своју производњу. У суштини, приход држава није могао да покрије њихове трошкове (за Казахстан и Киргистан). Стопа незапослености у Русији је износила само 13 одсто. БДП по глави становника био је један од најнижих након 1996. за Таџикистан. Огромна количина руских минерала и природних ресурса омогућила јој је да их извезе, врати дуг, а затим повећа девизне резерве како би ревалоризовала своју валуту.
Криза се догодила јер Русија није била у стању да врати дуг. Пошто је Русија морала да пружи помоћ другим бившим совјетским републикама након распада СССР-а, то је учинила великим увозом из тих земаља. Наставила је да увози без икакве провере да ли има довољно прихода да их плати. ММФ је 1995. године покушао да помогне Русији да се стабилизује тако што је дао хитан зајам, али је ово било неуспешно.
Постоје две главне школе мишљења које имају објашњење за кризу: кејнзијанска и економија слободног тржишта. У кејнзијанској економији, влада интервенише фискално да би повећала тражњу. Русија је била ближа кејнзијанској економији него слободној трговини јер је влада водила већину трговине. Током 1999. године организациона структура је била пред променама са председничким изборима.
Седамнаестог августа 1998. године, руска влада је девалвирала рубљу, није плаћала унутрашња дуговања и прогласила је мораторијум на отплату спољног дуга 
Главни ефекат кризе на руску пољопривредну политику био је драматичан пад федералних субвенција пољопривредном сектору.

## Опоравак
Русија се изненађујућом брзином опоравила од финансијског краха у августу 1998. године. Велики део разлога за опоравак је тај што су светске цене нафте убрзбо расле током 1999–2000, а Русија је имала велики трговински суфицит 1999. и 2000. године. Други разлог је што су домаће гране индустрије, као што је прехрамбена индустрија, имале користи од девалвације, што је изазвало нагли раст цена увозне робе.
Такође, пошто је руска привреда у толикој мери пословала на  основу трампе и другим немонетарним инструментима размене, финансијски колапс је имао далеко мањи утицај на многе произвођаче него што би то био да је привреда зависила од банкарског система. система. Коначно, привреди је помогла инфузија готовине. Како су предузећа била у могућности да отплате дугове у виду заосталих плата и пореза, потражња потрошача за робом и услугама које производи руска индустрија почела је да расте.
О кризи је афирмативно говорио Џејмс Кук, виши потпредседник Инвестиционог фонда САД-Русија, тврдивши да је научила руске банкаре да диверсификују своја средства.
Економиста Андерс Аслунд приписује финансијској кризу из 1998. да је дала одлучујући помак ка стварној тржишној економији у Румунији и већини пост-совјетских земаља (које су се до тада само полако и делимично либерализовале). На пример, прва велика приватизација у Румунији, заједно са првом приватизацијом румунске банке у државном власништву, десила се након руске кризе, крајем 1998. године, у новембру и децембру.